# Brasil Open 1989
Il Brasil Open 1989 è stato un torneo di tennis giocato sul cemento. È stata la 7ª edizione del torneo, che fa parte della categoria Tier V nell'ambito del WTA Tour 1989. Si è giocato a Guarujá in Brasile dall'11 al 17 dicembre 1989.

## Campionesse

### Singolare
Federica Haumuller ha battuto in finale  Patricia Tarabini con il punteggio di 7–6, 6–4

### Doppio
Mercedes Paz /  Patricia Tarabini hanno battuto in finale  Claudia Chabalgoity /  Luciana Corsato con il punteggio di 6–2, 6–2